# فخر كيب تاون

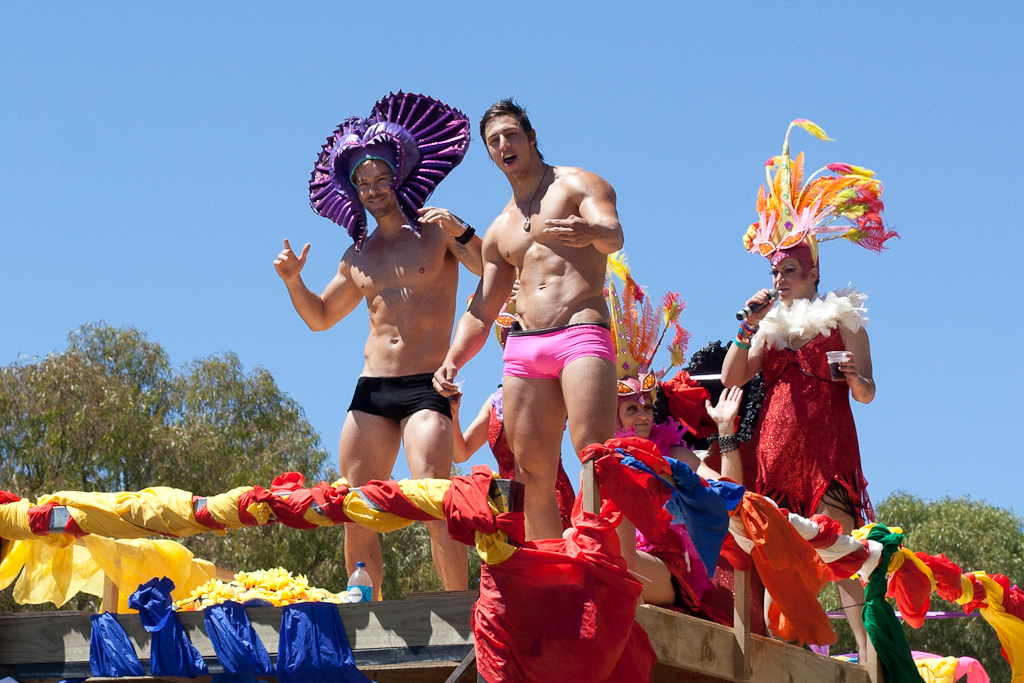
فخر كيب تاون عام 2014

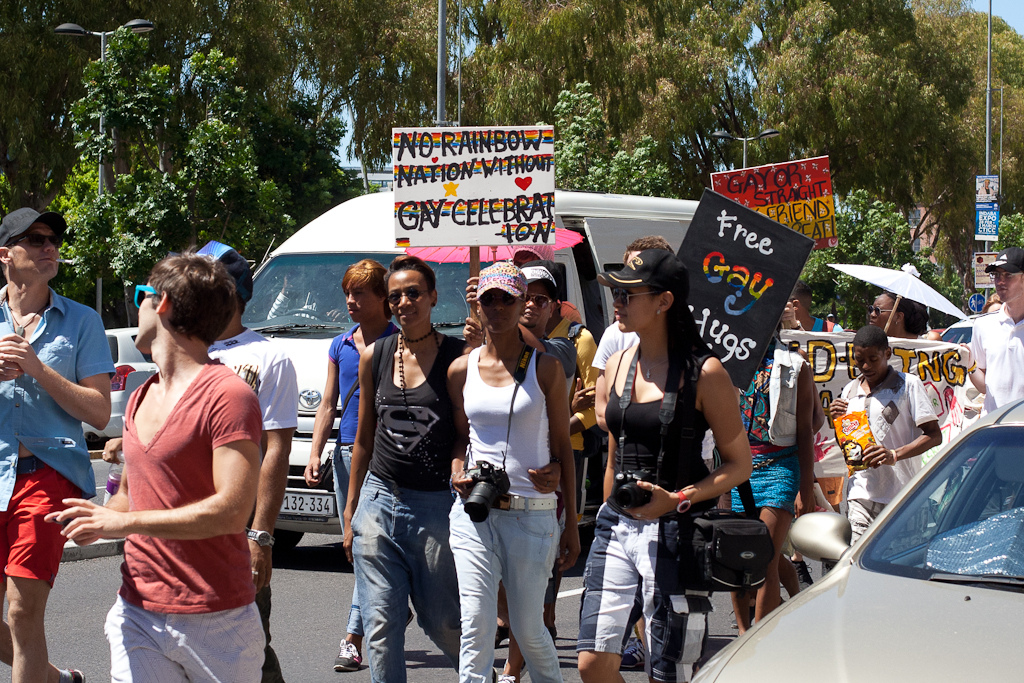
فخر كيب تاون عام 2014

فخر كيب تاون (بالإنجليزية: Cape Town Pride)‏ هو فعالية لفخر المثليين تعقد سنويا في كيب تاون بجنوب إفريقيا وتختتم بمسيرة فخر للمثليين. عادة ما تبدأ في الأسبوع الأخير من شهر فبراير بعقد مهرجانات واحتفالات وفعاليات أخرى.
عقدت أول مسيرة فخر بجنوب إفريقيا في جوهانسبورغ بتاريخ 13 أكتوبر عام 1990 وكانت بذلك الفعالية الأولى من نوعها في إفريقيا. وقد عقدت أول مسيرة فخر بكيب تاون عام 1993 وأصبحت تعقد كفعالية سنوية بعد ذلك مع تعرضها للمقاطعات.:169
استئنفت المسيرة بعد مدة في عام 2001 كجزء من فعالية فخر كيب تاون على فترة أسبوع،:172 من 10 حتى 17 ديسمبر. تعرضت فعالية عام 2001 لمظاهرة نظمتها منظمات معادية للإجهاض خارج إحدى الكنائس بالمدينة حيث كان تعقد فعالية للمثليين تحمل عنوان «الكرامة والتنوع».
لم يتم عقد فخر كيب تاون عام 2003 عندما نقل موعد الفعالية لشهر فبراير.
اتخذت الفعالية عام 2006 من «توحيد ثقافات كيب تاون» موضوعا لها، وفي عام 2007 كان الموضوع هو «كرنفال الحب». وفي عام 2011 «نحب تنوعنا».

## وصلات خارجية
- الموقع الرسمي لفخر كيب تاون
 (بالإنجليزية)